# 李兴国
李兴国（1954年8月—），男，满族，中国电视艺术教育家，中国传媒大学戏剧影视艺术学院院长、教授，中国电视艺术家协会原副主席、顾问。